# Apia Park
L'Apia Park est une enceinte sportive samoane multifonctionnelle accueillant des compétitions d'athlétisme, de rugby à XV et de rugby à XIII. Localisée à Apia, située à 3 km du centre-ville, c'est une arène de 15 000 places utilisée par l'équipe des Samoa de rugby à XV et l'équipe des Samoa de rugby à XIII.

## Historique
En 2007, l'Apia Park accueille la Coupe des nations du Pacifique et le stade est l'un des principaux sites pour les Jeux du Pacifique Sud. Il est également le lieu où se déroulent les Championnats d'Océanie d'athlétisme en 2006, ainsi que les qualifications de la zone Océanie à la Coupe du monde de rugby à sept du 25 au 26 juillet 2008.
Le complexe sera à nouveau utilisé pour les cérémonies d'ouverture et de clôture des Jeux de la Jeunesse du Commonwealth en 2015.